# Confédération lituanienne des syndicats
La Lietuvos Profesinių Sąjungų Konfederacija(LPSK - Confédération lituanienne des syndicats) est un syndicat lituanien. Il est adhérent à la Confédération syndicale internationale et à la Confédération européenne des syndicats.

## Lien
Site officiel de la LPSK